# Бобікон
Бобікон (нім. Böbikon) — колишня громада в Швейцарії в кантоні Ааргау, округ Цурцах. 2022 року громади Бад-Цурцах, Бальдінген, Бобікон, Віслікофен, Кайзерштуль, Рекінген, Рітгайм і Рюмікон об'єдналися в громаду Цурцах.

## Географія
Громада розташована на відстані близько 95 км на північний схід від Берна, 29 км на північний схід від Аарау.
Бобікон має площу 2,6 км², з яких на 7,2% дозволяється будівництво (житлове та будівництво доріг), 54,4% використовуються в сільськогосподарських цілях, 38,4% зайнято лісами, 0% не є продуктивними (річки, льодовики або гори).

## Демографія
2019 року в громаді мешкало 171 особа (+3% порівняно з 2010 роком), іноземців було 11,7%. Густота населення становила 66 осіб/км².
За віковим діапазоном населення розподілялося таким чином: 14% — особи молодші 20 років, 61,4% — особи у віці 20—64 років, 24,6% — особи у віці 65 років та старші. Було 73 помешкань (у середньому 2,3 особи в помешканні).
Із загальної кількості 78 працюючих 22 було зайнятих в первинному секторі, 17 — в обробній промисловості, 39 — в галузі послуг.